# Maciej Dołęga (matematyk)
Maciej Dołęga (ur. 1986) – polski matematyk, doktor habilitowany nauk matematycznych, profesor IM PAN, stypendysta „Polityki” w 2016.
Studia na kierunku matematyka ukończył na Uniwersytecie Wrocławskim w 2010 roku. Na tej samej uczelni uzyskał w 2013 stopień doktora (pod kierunkiem Piotra Śniadego), a w 2022 w Instytucie Matematycznym PAN stopień doktora habilitowanego.
Zajmuje się badaniem dyskretnych struktur losowych, a w szczególności map i diagramów Younga. Podczas stażu podoktorskiego w Paryżu rozwiązał problem matematyczny otwarty przez niemal dwadzieścia lat, co otworzyło drzwi do badania losowych przestrzeni nieorientowalnych.
Swoje prace publikował m.in. w „Séminaire Lotharingien de Combinatoire”, „Advances in Mathematics”, „Journal of Combinatorial Theory. Series A" oraz „Duke Mathematical Journal".
W 2023 otrzymał Nagrodę Naukową im. Wacława Sierpińskiego za cykl prac z zakresu kombinatoryki algebraicznej i enumeratywnej, w szczególności w obszarze funkcji symetrycznych z zastosowaniem do prawdopodobieństwa, teorii reprezentacji i geometrii enumeratywnej.